# Genaldondalen
Genaldondalen (ryska: Геналдон Смерти ) är en dal i södra Nordossetien-Alanien på berget Kazbeks sluttningar och ravin för floden Genaldon varefter dalen fått sitt namn. 
Kvarvarande orter efter det katastrofala jordskredet 2002 är Karmadon (Кармадон), Verchnij Kani (Верхний Кани), Tmenikau (Тменикау)
Botten av Genaldondalen är också startpunkten på vandringsrutten Сошедший Ледник Колка som i sin tur leder till Кармадонские термальные источники än närmre Kolka, Nizjaja Kani (Нижняя Кани) och Kani (Кани). Även Staraja Saniba och Saniba i östra granndalen Kauridondalen (ryska: Кауридон Смерти) drabbades under jordskredet 2002, men har emellertid återbyggt och reparerats. Medan området nedströms där Genaldon och Kauridon möts, där förut Nizjnij Karmadon låg, fortsatt är i ruiner. 